# Syngonium rayi
Syngonium rayi är en kallaväxtart som beskrevs av Michael Howard Grayum. Syngonium rayi ingår i släktet Syngonium och familjen kallaväxter. Inga underarter finns listade.